# Navigateur (marine)
Pour les articles homonymes, voir Navigateur.

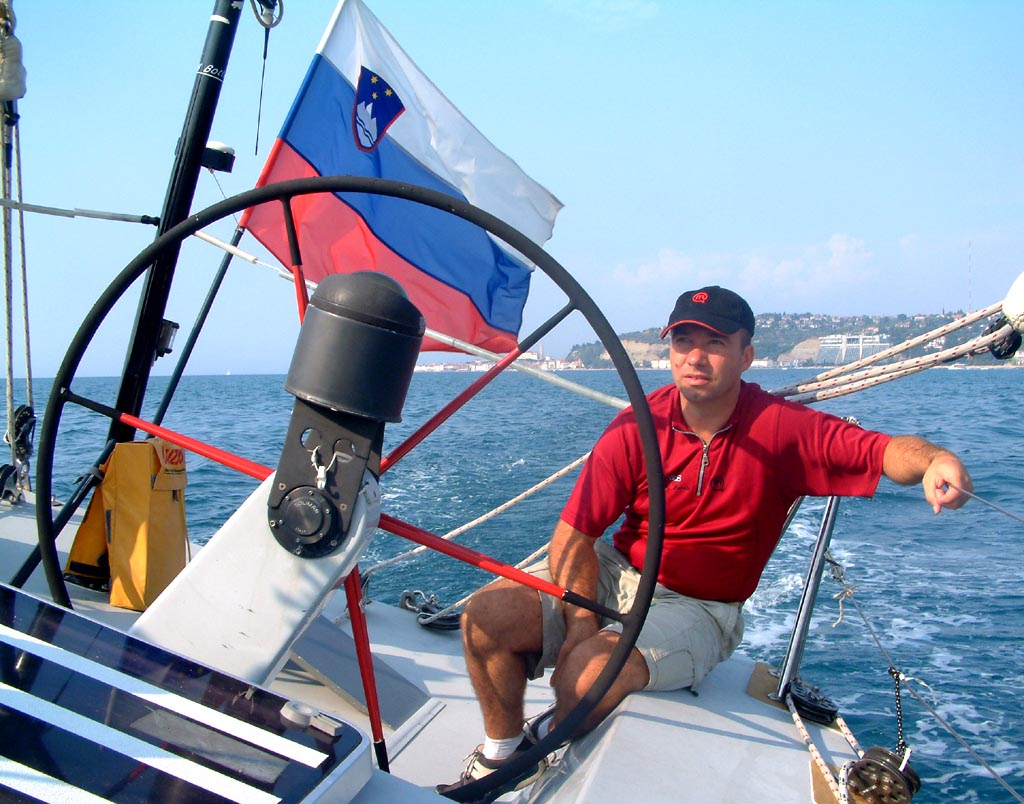
Le navigateur slovène Veliki Viharnik.

En mer, le navigateur est la personne chargée de la navigation, ensemble de tâches permettant de déterminer la position du bateau et la route à suivre (officier de navigation dans la marine marchande et militaire). Le terme navigateur désigne également un marin pionnier, qui a exploré le monde par la mer et ramené des résultats scientifiques ou géographiques au terme de son voyage. Un navigateur désigne aussi toute personne voyageant en haute mer, en solitaire ou comme marin professionnel, et en particulier pour la pratique sportive (synonyme de skipper en haute mer).

## Description
Près des côtes, le navigateur doit souvent être attentif à la sécurité du bateau en se fixant des zones de navigation fonction des hauts-fonds, de l'état de la marée, des chenaux à suivre. En haute mer, il a un grand rôle dans la prévision à long terme afin de prendre les meilleures décisions possibles en fonction de la météo.
Par extension, le terme de navigateur est également passé dans le domaine aéronautique, où la fonction du navigateur aérien est également de déterminer la route à suivre (plan de vol).